# 小唇副南鰍
小唇副南鰍（學名：Paraschistura microlabra），為輻鰭魚綱鯉形目條鰍科副南鰍屬的其中一種。被IUCN列為易危保育類動物，分布於亞洲巴基斯坦喀布爾河下游及烏納爾河流域，棲息在河川底中層水域，生活習性不明。

## 扩展阅读
維基物種上的相關：小唇副南鰍